# Duoranjaureh
Duoranjaureh är varandra näraliggande sjöar i Vilhelmina kommun i Lappland som ingår i Ångermanälvens huvudavrinningsområde. Duoranjaureh ligger i Vardo- Laster- och Fjällfjällen Natura 2000-område och skyddas av fågeldirektivet.
- Duoranjaureh (Vilhelmina socken, Lappland, 722693-143498), sjö i Vilhelmina kommun, 65°08′23″N 14°24′59″Ö / 65.1396°N 14.4164°Ö (6,62 ha)
- Duoranjaureh (Vilhelmina socken, Lappland, 722719-143470), sjö i Vilhelmina kommun, 65°08′31″N 14°24′36″Ö / 65.1419°N 14.4101°Ö (7,42 ha)